# The Voice at the Telephone
The Voice at the Telephone è un film muto del 1914 diretto da Charles Giblyn.

## Trama
John Carson ha una violenta discussione con il figlio Dick che il padre accusa di essere un fannullone dedito al gioco d'azzardo. Buttato fuori di casa, Dick torna per prendere i suoi vestiti. Mentre si trova al piano superiore, sente degli strani rumori a pianoterra. Entrato in biblioteca, trova il padre riverso a terra con accanto una pistola. La polizia, dopo aver saputo della lite di Dick con il padre, arresta il giovane. Ma la ragazza di Dick, Clara Morrison, che è una centralinista, dichiara di aver sentito tutto quello che è successo mentre era al telefono e che è in grado di riconoscere la voce dell'assalitore. La polizia sottopone a terzo grado Dick e altri sospetti, uno dei quali è Kennedy, un ladro. Tutti quanti devono parlare al telefono con Clara che non ha dubbi nel riconoscere Kennedy, il quale, alla fine, confessa di essere stato lui ad aver aggredito Carson. Quest'ultimo, benché ferito gravemente, si ristabilisce e benedice il matrimonio di Dick con Clara, un'unione che il vecchio Carson aveva fino a quel momento osteggiato a causa della modesta condizione della ragazza.

## Produzione
Il film fu prodotto dalla Kay-Bee Pictures e dalla New York Motion Picture.

## Distribuzione
Distribuito dalla Mutual Film, il film uscì nelle sale cinematografiche degli Stati Uniti diviso in due parti di due rulli ciascuna. La prima parte fu distribuita il 19 giugno, la seconda il 26 giugno 1914.